# 龍騰駅
龍騰駅（りょうとうえき）は台湾苗栗県三義郷にかつて開設されていた台湾鉄路管理局旧山線の駅（臨時駅）。龍謄断橋駅、魚藤坪駅（ぎょとうへいえき）とも呼ばれていた。
2010年夏に廃止された旧山線で列車運行が再開された際に観光名所の龍騰断橋（魚藤坪断橋）付近に臨時駅として設置が決定され、同年5月25日に蒸気機関車（CK124）が牽引する試運転列車が乗り入れ、6月5日より夏季週末に限った特別列車が運行されるようになった。
しかし、急勾配上にあることなどから翌2011年以降は停車せずそのまま撤去された。

## 駅構造
- 簡易な単式ホーム1面1線の地上駅。

## 駅周辺
- 龍騰断橋

## 隣の駅
勝興駅 - （167信号場） - 龍騰駅（臨） - 泰安